# ミヨシ石鹸
ミヨシ石鹸株式会社（ミヨシせっけん）は、日本の石鹸製造業者。本社は東京都墨田区に所在する（株主である玉の肌石鹸の敷地内にあり、代表も同社社長の三木晴信が兼任している。）。

## 概要
1921年（大正10年）創業。昭和30年代にミヨシ油脂（1892年に墨田区緑に「芳誠舎」として創業）の傘下企業となり、ミヨシ油脂の石鹸製造部門を分離分社化し、新たにミヨシ石鹸を設立し、製造を玉の肌石鹸、販売をミヨシ石鹸が担うこととなった。
その後、玉の肌石鹸がミヨシ石鹸の株を取得して同社の子会社となった。

## 沿革
- 1921年（大正10年） - ミヨシ石鹸工業合資会社（現：ミヨシ油脂株式会社）設立。
- 1960年（昭和35年） - 神戸工場稼働開始。
- 1986年（昭和61年） - 玉の肌石鹸との共同出資によりミヨシ株式会社を設立。
- 1996年（平成8年） - ミヨシ油脂の石鹸事業を分離・分社化したミヨシ石鹸製造株式会社設立。
- 2001年（平成13年） - 神戸工場がISO14001を取得。
- 2003年（平成15年） - ミヨシとミヨシ石鹸製造が合併、ミヨシ石鹸株式会社設立。
- 2016年（平成28年） - 玉の肌石鹸とミヨシ油脂の合弁を解消しミヨシ石鹸が玉の肌石鹸の完全子会社となる。
- 2017年（平成29年） - パーム油の認証制度であるRSPO（持続可能なパーム油のための円卓会議）に加盟。
- 2024年（令和6年）3月 - 需要の減少、粉石けんに対応しない洗濯機の増加、製造設備の老朽化などから、そよ風粉せっけんの製造を終了[1]。

## 主な商品

### 化粧石鹸
- 無添加 白いせっけん
- 無添加 ベビーせっけん
- 家族のせっけん
- ミヨシレモンソープ

### 洗濯用石鹸
- 無添加 衣類のせっけん
- 無添加 ベビーの肌着洗いせっけん
- 無添加部分洗いせっけん固型
- New純せっけん
- あいマルセルせっけん
- 液体せっけんそよ風
- ミヨシマルセルせっけん
- やさしいせんたく。せっけん

### 浴用石鹸
- 無添加 ボディソープ 白いせっけん
- 無添加 せっけんシャンプー
- 無添加 白いせっけん
- 暮らしのせっけん バスソ－プホワイト

### 台所用石鹸
- 無添加 台所用せっけん
- 無添加 食器洗いせっけん
- なの花せっけん
- 白いふきん洗い

### ハンドソープ
- 無添加せっけん 泡のハンドソープ

### その他
MIYOSHI FACTORY SOAP（ミヨシファクトリーソープ）
専用のオンラインサイトでのみ販売されていた液体石鹸シリーズ。手持ちのボトルに詰め替える事を前提とした正四面体型の紙容器包装（テトラ・クラシック、いわゆる「三角パック」）で販売された。数量限定生産で、工場から直送されていた。
2009年7月、日本パッケージコンテストにて日本パッケージデザイン協会賞を受賞。
同年12月28日をもって販売を終了した。

## 関連会社
- 玉の肌石鹸